# Dumitru Văsescu
Dimitrie Văsescu (n. 31 iulie 1863, Iași – d. 29 octombrie 1909) a fost un inginer și inventator român. A construit în 1880 un inovativ automobil cu motor cu aburi, care i-a purtat numele.

## Biografie

Vedere laterală a automobilului Văsescu din care se poate constata că roțile directoare din dreapta sunt mai depărtate decât cele motoare din spate.

Născut la Iași, în 1863, Dimitrie D. Văsescu a urmat școala primară și cursurile Liceului Internat din orașul natal. Animat de dorința de a studia ingineria, a plecat la Paris, unde s‑a înscris la "École Centrale". 

După terminarea studiilor la Paris, Dimitrie Văsescu se întoarce în țară, în 1906, aducând cu el și automobilul cu abur, cu care a circulat prin București. Mașina a fost expusă la Școala de Poduri și Șosele din Capitală, unde D. Văsescu a lucrat ca profesor. 

Stins din viață, în urmă cu un secol, la 29 octombrie 1909, la București, Dimitrie Văsescu a lăsat amintirea unui ingenios și pasionat inventator.

## Automobilul Văsescu
Pe când se afla la Paris, își instalează un mic atelier, pe strada Michelet, unde încearcă să construiască o mașină cu care să se poată deplasa pe pământ sau pe calea ferată, prin propriile mijloace. După eforturi deosebite, reușește să realizeze în 1880 un automobil cu abur, care după efectuarea probelor de circulație devine una dintre curiozitățile Parisului. 

Mașina cu abur construită de Dimitrie Văsescu era compusă dintr‑o căldare multitubulară cu țevile de legătură, robineții și manometrele de presiune astfel dispuse, încât să poată fi manevrate cu ușurință. Drept combustibil erau folosiți cărbunii. Foarte caracteristică la acest automobil era construcția clasică a roților din spate, confecționate din jante metalice cu spițe de oțel. Ca anvelopă a folosit cauciuc plin. Roțile din față aveau anvelope cu dimensiuni mai mici și erau confecționate din metal. Automobilul lui Dimitrie Văsescu era prevăzut cu două sisteme de frânare independente. Rezervorul de apă era situat sub scaunul conducătorului, iar volanul de direcție se afla în partea dreaptă a mașinii. Totuși, documentele din arhiva Școlii Centrale de Arte și Manufacturi (în prezent numită École Centrale Paris) oferă posibilitatea de a avea unele îndoieli asupra exactității anului 1880, ca an de realizare a invenției, când Văsescu avea doar 17 ani.

## Vezi și
- Aurel Persu